# Brachyglottis
Brachyglottis es un género de plantas fanerógamas perteneciente a la familia Asteraceae. Tiene 44 especies, muchas de las cuales se reclasificaron del género Senecio en 1977 y en 1978:

## Toxicidad
Las especies del género Brachyglottis contienen sustancias cuyo consumo puede provocar problemas en la salud humana según el compendio publicado por la Autoridad Europea de Seguridad Alimentaria en 2012. En concreto se ha detectado la presencia en hojas alcaloides insaturados derivados de la pirrolizidina como la senenciolina.

## Taxonomía
El género fue descrito por J.R.Forst. & G.Forst. y publicado en Charact. Gen. 46, t. 46. 1775. La especie tipo es: Brachyglottis repanda J.R. Forst. & G. Forst. 
Etimología
Brachyglottis: nombre genérico que deriva de las palabras griegas: brachus ("corto")  y glotis ("el aparato vocal de la laringe" o "lengua"), una referencia al tamaño de las flores liguladas.

## Especies
- Brachyglottis arborescens W.R.B.Oliv.
- Brachyglottis compacta (Kirk) B.Nord.
  - Senecio compactus Kirk
- Brachyglottis elaeagnifolia (Hook.f.) B.Nord.
  - Senecio elaeagnifolius Hook.f.
- Brachyglottis greyi (Hook.f.) B.Nord.
- Brachyglottis laxifolia  (Buchanan) B.Nord.
- Brachyglottis repanda J.R. Forst. & G.Forst.
- Brachyglottis saxifragoides (Hook.f.) B.Nord.[11]